# Halacritus alutiger
Halacritus alutiger är en skalbaggsart som beskrevs av Wenzel 1944. Halacritus alutiger ingår i släktet Halacritus och familjen stumpbaggar. Inga underarter finns listade i Catalogue of Life.